# ワレワレハウチュウジンダ
- ワレワレハウチュウジンダ[1][2][3][4][5]
- ワレワレハ宇宙人ダ[6][7][8][9][10]
- われわれは宇宙人だ[11]

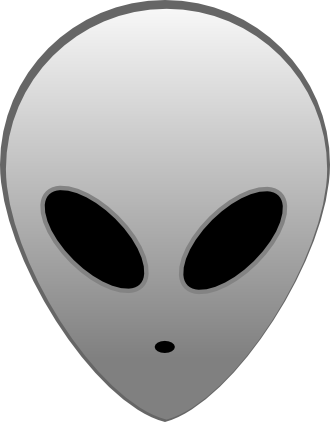
創作物に描かれる宇宙人の例

「ワレワレハウチュウジンダ」は、日本の創作物において用いられる宇宙人の定番の台詞である。台詞を発する際の話し方に特色があり、文字で表記する場合には通常片仮名が使われる。宇宙人を想起させる役割語の一つとして知られ、宇宙人の物真似・ギャグとしても用いられる。こうした宇宙人の役割語は、宇宙人語とも呼ばれる。本項では、台詞だけでなく、役割語としての宇宙人語の性質やいくつかのバリエーションがみられる発声方法などを含めて解説する。

## 役割語としての特徴
フィクションの世界における宇宙人の発話表現には、人間そっくりな言葉を使うタイプやテレパシーを用いるタイプなど様々な種類がある。中でも、「抑揚のない合成音声的な話し方」をするタイプは古くから見られ、役割語を専門とする言語学者の金水敏は、このタイプの表現を典型的な宇宙人の役割語（宇宙人語）であるとし、あえて名前を付けるならばと断ったうえで「『ワレワレハ宇宙人ダ』型宇宙人語」と名付けている。
このような宇宙人語に用いられる台詞には、終助詞や感動詞などがほとんど含まれておらず、語用論的な含みがないという特徴がある。文末は「です」「ます」ではなく「だ」で終わる形が多用される。また、一人称には「われわれ」が使われ、それ自体が宇宙人語の一つになっている。
こうした宇宙人語の台詞の代表例として金水が用いているのが「ワレワレハウチュウジンダ」であり、フィクションにおける宇宙人の定番の台詞として知られている。テレビに登場する宇宙人が繰り返し口にしたことで、宇宙人に会ったことがないにもかかわらず、日本では多くの人々が宇宙人はこの台詞を発するという共通認識を有している。

## 発声

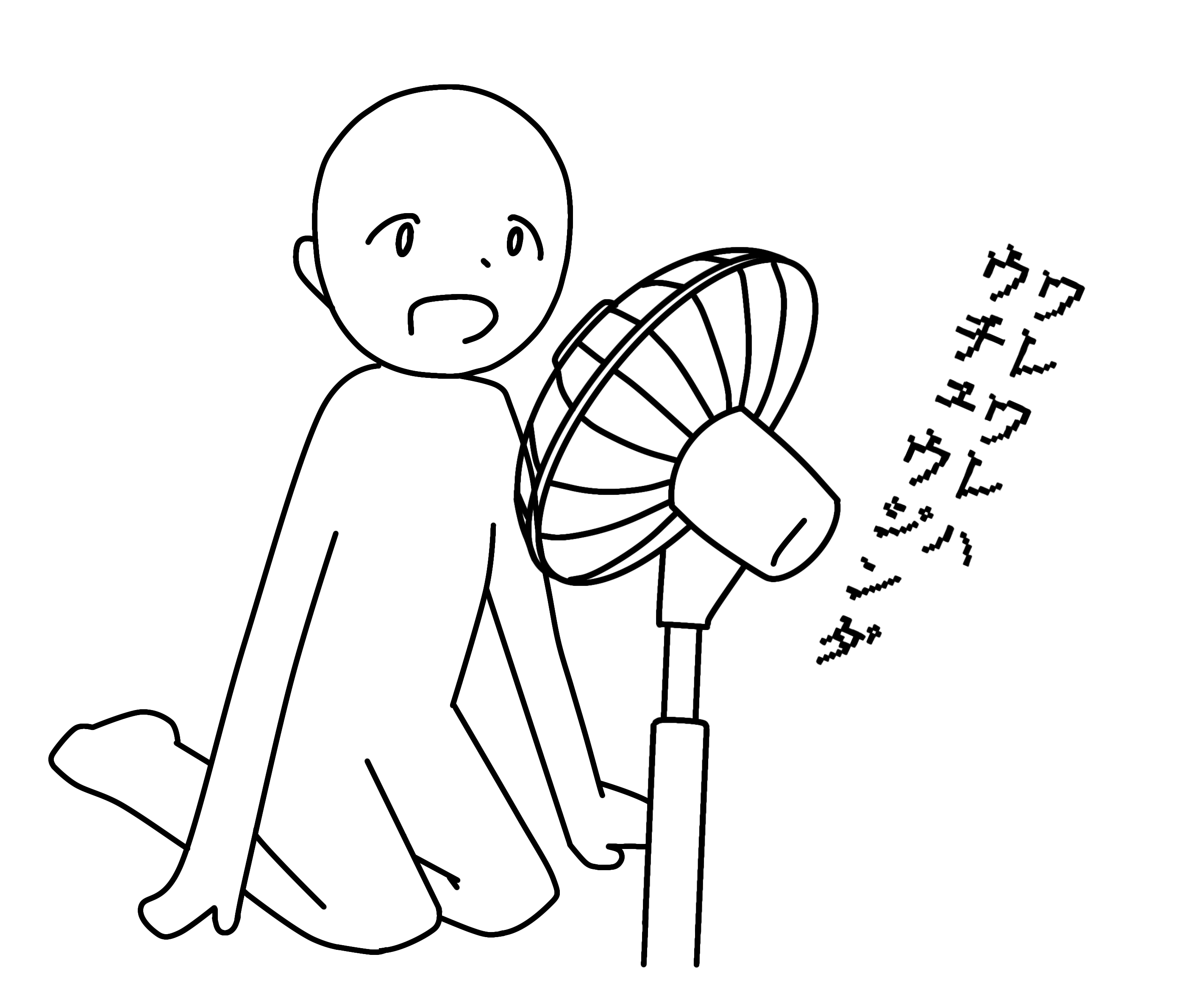
宇宙人語で話す方法の一つが、扇風機の前での発声である

「ワレワレハウチュウジンダ」を含む宇宙人語の話し方は、「抑揚のない合成音声的な話し方」のほか、「電気的処理を施したような声を使い、抑揚をつけずに平坦に話す」、「五十音の羅列、平板な発声」、「機械で翻訳したみたいに途切れ途切れに話す」などと形容され、個人が発声する場合には、喉を叩きながら発声する、扇風機の前で発声する、扇風機の前で胸を叩きながら発声する、テープを早回しにするといった方法が用いられる。言語学者の金田一秀穂によれば、特殊な発声方法が採られるのは、誰も聞いたことのない声こそが「宇宙人の声」に適しているためである。
なお、文字で表記する場合には、片仮名を用いることでこれを表現する。

### 扇風機を用いた発声
発声方法の一つに扇風機を用いるものがあるが、ラジオパーソナリティの早川敦子が紹介した調査では、日本人の9割が扇風機に向かって「あー」と発声することで宇宙人風の声を出す遊びを「やったことがある」と回答したという。
科学コミュニケーターの本田隆行は、扇風機によって声が変わる原理を、羽根にぶつかって声が跳ね返ってくるのと羽根の隙間を声が通り抜けていくのとを高速で繰り返すことで、声が揺れて聞こえるためであると説明している。また、本田によれば2010年代後半には昔と比べて扇風機の羽根の枚数が増えており、羽根の隙間が小さいため、宇宙人風の声は出しにくくなっている。

## 歴史

### 発祥

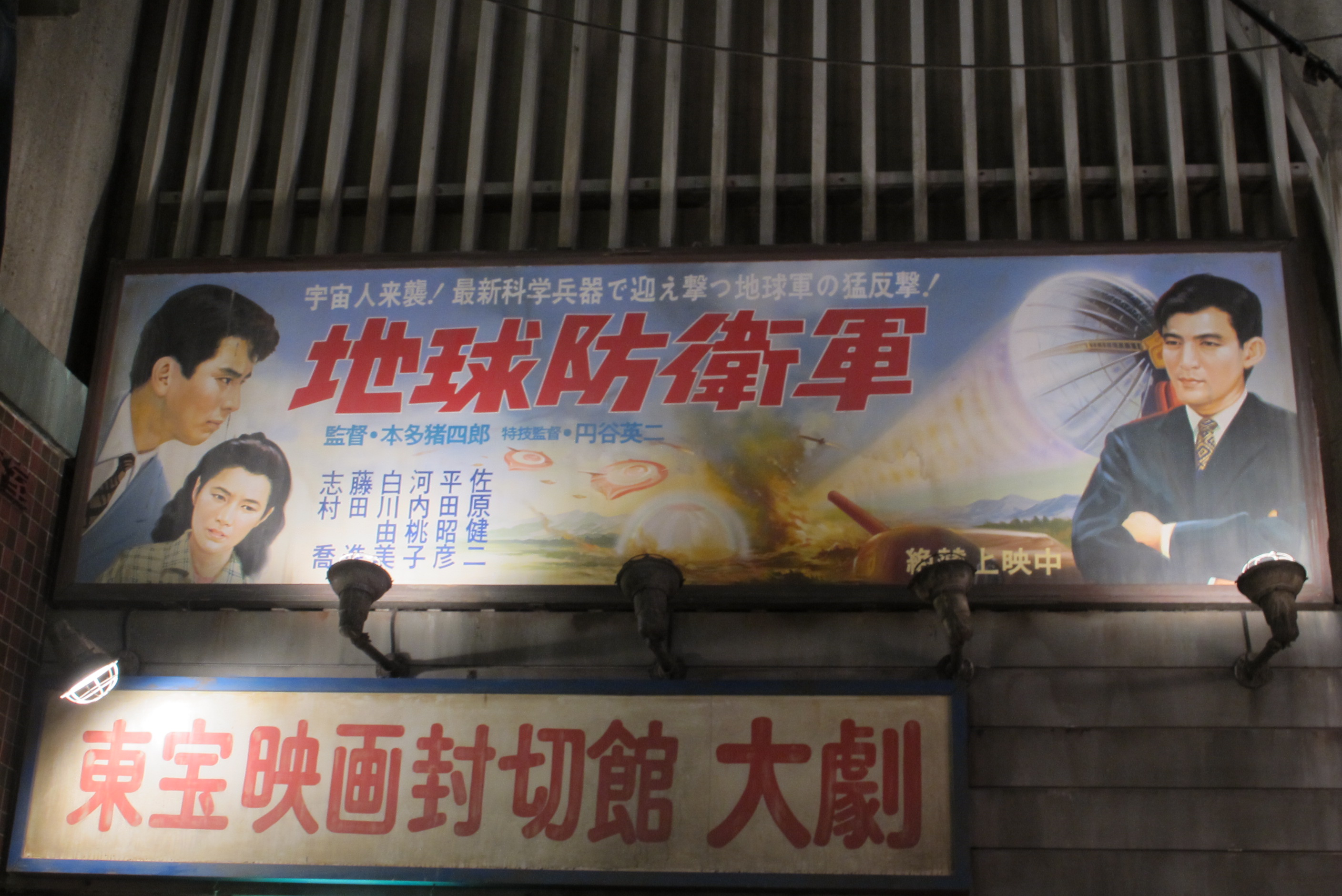
元ネタとされることもある映画『地球防衛軍』の広告看板

金水敏は、1963年の『アウター・リミッツ』以前のソースは未発見としながらも、「抑揚のない合成音声的な話し方」を用いた宇宙人の表現はアメリカ合衆国のSFドラマで1950年代以前から存在したのではないかと予想している。
一方、日本では第二次世界大戦前後の少年向けSF小説ですでに宇宙人の一人称として「われわれ」が用いられていた。1957年10月に公開された映画『鋼鉄の巨人 怪星人の魔城』において、「われわれ」を一人称とする宇宙人の声に対し、電子的な処理によって響きが残るような加工がなされた。さらに、同年12月に公開された映画『地球防衛軍』では、震えた機械音のような声で抑揚のない話し方が採用された。言語学者の依田恵美によれば、宇宙人語としての「ワレワレ」の原形が作られたのはこの頃であるとみられる。
『地球防衛軍』に宇宙人・ミステリアン役で出演した俳優の土屋嘉男は、このような宇宙人の話し方を考案したのは自身であると主張している。土屋によれば、『地球防衛軍』に出演した際、翻訳機を通せばこのような話し方になるだろうと考えた土屋が監督の本多猪四郎に提案したのが始まりである。土屋は、1965年の『怪獣大戦争』でも宇宙人・X星人役で宇宙人の話し方を披露した。
また、「ワレワレハウチュウジンダ」という台詞そのものは『地球防衛軍』に登場しないものの、「ワレワレハウチュウジンダ」の元ネタとしてこの映画が紹介されることがある。昭和時代のオカルト文化を研究するライターの初見健一は、『地球防衛軍』の作中、ミステリアンが「ワーレーワーレーハー」という話し方でメッセージを送ってくるシーンを取り上げ、この映画がきっかけでこの台詞が考案されたのではないかと推測している。また、テレビ朝日は土屋の訃報に際して「ワレワレハウチュウジンダ」という台詞は土屋が「考案したという」と紹介した。

### 普及
宇宙人語の「ワレワレ」は、『ウルトラマン』シリーズなどを通じて広く普及した。言語学者の依田恵美は、1980年に漫画『ドクタースランプ』において、名古屋弁で話す宇宙人は不自然であると作中で指摘される描写があることから、この時期にはすでに宇宙人の話し方として想起される一般的なイメージが定着していたとしている。人々の間では宇宙人の物真似として「ワレワレハウチュウジンダ」が使われるようになり、初見健一（1967年生）によると、初見の子供時代にはすでに扇風機を使ったり喉を叩いたりしながらこの台詞を発する遊びがギャグとして成立していたという。
「ワレワレハウチュウジンダ」は、落語家の林家木久扇が演芸バラエティ番組『笑点』においてたびたび披露し、その後もギャグとして引き継がれた。このほかにもいくつかのテレビ番組でこの台詞が使われ、関西圏の新聞社らが運営するニュースサイト『まいどなニュース』の記者によれば、2021年時点でも口にする子供がいるという。一方で、言語学者の定延利之は、2004年の論文において、現在のテレビや映画では自然な話し方をするタイプの宇宙人の表現が増えており、特徴的な抑揚を用いた宇宙人の表現はさほど見かけなくなったことを指摘している。

## 使用例
2010年代以降、『笑点』における林家木久扇のほかにも、ハウス食品のカレー鍋つゆのCMで母親にカレー鍋をリクエストする子供の話し方（2010年）、ソフトバンクのCM『白戸家』シリーズのお父さん犬が扇風機に向かって発する台詞（2011年）、NHK『みんなのうた』で放送される楽曲のタイトル（2014年）、日本製紙のスコッティフラワーパック長持ちトイレットロールのCMで水川あさみが宇宙人と会話する際の話し方（2021年）など、様々な場面でこの台詞や発声方法がテレビに登場している。
ナユタン星人の楽曲『アンドロメダアンドロメダ』（2015年）では、歌い出しの歌詞に用いられている。
また、タイトルにこの台詞を用いた創作物として、小説『ワレワレハ、宇宙人ダ。』、漫画『ワレワレは宇宙人なのだ!!』、漫画『ワレワレワ宇宙人ダ!!』などがある。